# Backstreet Boys (Internacional)
Backstreet Boys es el primer álbum de estudio y primer disco homónimo lanzado por el grupo pop estadounidense Backstreet Boys. El álbum fue lanzado con gran éxito en Europa, Asia, Hispanoamérica y Canadá. Contiene los primeros cinco sencillos de la banda, los cuales fueron posteriormente incluidos en su primer álbum debut para Estados Unidos Backstreet Boys (USA) lanzado en 1997. Este álbum, como ha sido común en los álbumes de los Backstreet Boys, tiene varias ediciones para diferentes mercados. La edición alemana se consideró como estándar para la lista de canciones del álbum. La fecha de lanzamiento del disco es un poco controvertida, en algunos lugares se anuncia que fue en 1995, y en otros en 1996. La confusión podría deberse al lanzamiento de las diferentes versiones del disco en los diferentes mercados. En las listas oficiales de los países europeos, entre ellos Alemania, Suiza y Austria, dan una fecha de lanzamiento del 6 de mayo de 1996.

## Lista de canciones
| Edición estándar |                                      |                                          |          |  |
| N.º              | Título                               | Música                                   | Duración |  |
| 1.               | «We've Got It Goin' On»              | Denniz Pop, Max Martin, Herbert Crichlow | 3:41     |  |
| 2.               | «Anywhere for You»                   | Baker, Perry                             | 4:42     |  |
| 3.               | «Get Down (You're the One for Me)»   | Aris, Toni Cottura                       | 3:52     |  |
| 4.               | «I'll Never Break Your Heart»        | Manno, Wilde                             | 4:48     |  |
| 5.               | «Quit Playing Games (With My Heart)» | Max Martin, Herbert Crichlow             | 3:53     |  |
| 6.               | «Boys Will Be Boys»                  | Renn, Skinner                            | 4:05     |  |
| 7.               | «Just to Be Close to You»            | Grant, Gray                              | 4:49     |  |
| 8.               | «I Wanna Be With You»                | Denniz Pop, Max Martin                   | 4:05     |  |
| 9.               | «Every Time I Close My Eyes»         | White                                    | 3:55     |  |
| 10.              | «Darlin»                             | Allen, Morton                            | 5:32     |  |
| 11.              | «Let's Have a Party»                 | Galbreth, Gamble, Huff, McPherson        | 3.50     |  |
| 12.              | «Roll with It»                       | Renn, Skinner                            | 4:41     |  |
| 13.              | «Nobody but You»                     | Denniz Pop, Max Martin, Herbert Crichlow | 3:03     |  |

| Bonus tracks internacionales |                                                         |        |                        |          |  |
| N.º                          | Título                                                  | Música | Country                | Duración |  |
| 14.                          | «Lay Down Beside Me»                                    |        | Japón                  | 3:46     |  |
| 15.                          | «Give Me Your Heart»                                    |        | Japón                  | 3:22     |  |
| 16.                          | «Don't Leave Me»                                        |        | Holanda & Bélgica      | 3:04     |  |
| 17.                          | «We've Got It Goin' On» (Marcus Radio Mix)              |        | Holanda                | 3:40     |  |
| 18.                          | «I Wanna Be with You» (Amadin's Club Mix)               |        | Holanda                | 3:33     |  |
| 19.                          | «I'll Never Break Your Heart» (Radio edit)              |        | Australia              | 3:40     |  |
| 20.                          | «Álbum Medley»                                          |        | Australia              | 3:34     |  |
| 21.                          | «Get Down (You're the One for Me)» (Dezign Radio Mix)   |        | Asia                   | 3:45     |  |
| 22.                          | «Quit Playing Games (With My Heart)» (Versión acústica) |        | Asia                   | 3:52     |  |
| 23.                          | «We've Got It Goin' On» (Markus' Deadly Vocal Hot Mix)  |        | Australia              | 3:34     |  |
| 24.                          | «Donde quieras yo iré»                                  |        | España y Latinoamérica | 4:00     |  |
| 25.                          | «Nunca te haré llorar»                                  |        | España y Latinoamérica | 3:23     |  |
| 26.                          | «Non Puoi Lasciarmi Cosi»                               |        | Italia                 | 3:53     |  |

## Éxito comercial
El álbum fue un éxito comercial, especialmente en Europa. Le fue bien en países de habla alemana y tomó el lugar número 1 en Alemania, Suiza, Austria, Hungría, y Canadá.

## Lanzamiento
| País      | Fecha de lanzamiento |
| --------- | -------------------- |
| Europa    | 6 de mayo de 1996    |
| Canadá    | Septiembre de 1996   |
| Argentina | 7 de enero de 1997   |

## Certificaciones
| País         | Proveedores | Certificación | Ventas o envíos |
| ------------ | ----------- | ------------- | --------------- |
| Argentina    | CAPIF       | 3× Platino    | + 180.000       |
| Australia    | ARIA        | Platino       | + 70.000        |
| Austria      | IFPI        | 3×Platino     | + 150.000       |
| Bélgica      | IFPI        | Platino       | + 50.000        |
| Brasil       | ABPD        | Platino       | + 250.000       |
| Canadá       | CRIA        | Diamante      | + 1.000.000     |
| Europa       | IFPI        | 3× Platino    | + 3.000.000     |
| Finlandia    | IFPI        | Oro           | + 22.000        |
| Francia      | SNEP        | Oro           | + 100.000       |
| Alemania     | BVMI        | 2× Platino    | + 1.000.000     |
| Hong Kong    | IFPI        | Platino       | + 20.000        |
| México       | AMPF        | Oro           | + 100.000       |
| Países Bajos | IFPI        | 2× Platino    | + 200.000       |
| Noruega      | IFPI        | Platino       | + 40.000        |
| Polonia      | IFPI        | Platino       | + 100.000       |
| Suecia       | IFPI        | Platino       | + 100.000       |
| Suiza        | IFPI        | 3× Platino    | + 150.000       |
| Reino Unido  | BPI         | Oro           | + 100.000       |

Nota: Las certificaciones para Dinamarca y Nueva Zelanda no son conocidas ya que estos países comenzaron a certificar álbumes desde 1999 y 2000.

## Misceláneos
- La canción «Boys Will Be Boys» fue incluida en la película The Nutty Professor (1996)  y en la película Kazaam (1996) protagonizada por Shaquille O'Neal.